# Sarepta
Sarepta (lângă orașul modern Sarafan din Liban) a fost un oraș fenician de pe țărmul mediteranean dintre Sidon și Tir, cunoscut biblic și ca Zarephath. A devenit sediul unei episcopii, care a dispărut în cursul istoriei, iar astăzi rămâne un scaun episcopal titular catolic dublu (latin și maronit).
Majoritatea obiectelor care caracterizează cultura feniciană sunt cele care au fost recuperate din siturile arheologice ale unor colonii și posturi comerciale feniciene; astfel de situri coloniale au fost descoperite în Spania, Sicilia, Sardinia și Tunisia. Siturile din multe orașe feniciene, cum ar fi Sidon și Tir, în schimb, sunt încă acoperite și nu pot fi disponibile arheologilor decât parțial, fiind de obicei deranjate de civilizațiile care au succedat civilizației feniciene. Sarepta este o excepție, fiind singurul oraș din centrul culturii feniciene care a fost dezgropat și studiat amănunțit.

## Istorie
Sarepta este menționată pentru prima dată în descrierea călătoriei unui egiptean în secolul al XIV-lea î.Hr. Proorocul Obadia (Avdie) spune că orașul era la granița nordică a Canaanului: „Și cei robii din această oștire, fiii lui Israel, vor lua în stăpânire Canaanul până la Sarepta (în ebraică צרפת), și cei robiți din Ierusalim care sunt la Sefarad vor stăpâni cetățile de la miazăzi.” Lexicograful medieval David ben Abraham Al-Alfāsī identifică Sarepta cu orașul Ṣarfend (în iudeo-arabă: צרפנדה). Inițial sidonian, orașul a trecut în stăpânirea tirienilor după invazia lui Shalmaneser al IV-lea din anul 722 î.Hr., apoi a fost ocupat de regele asirian Sanherib în anul 701 î.Hr.
Cartea a treia a Regilor (17: 8-24) descrie orașul ca fiind supus Sidonului pe vremea lui Ahab și spune că profetul Ilie, după ce a plecat de pe valea pârâului Cherit, a înmulțit făina și untdelemnul unei văduve din Sarepta Sidonului (Sarepta) și l-a înviat acolo pe fiul ei din morți, întâmplare la care a făcut referire și Isus în Evanghelia după Luca.
Sarepta (צרפת ṣārĕfáṯ, tsarfát; Σάρεπτα, Sárepta) a devenit eponim pentru orice topitorie, fierărie sau atelier de prelucrare a metalelor. În secolul I d.Hr. orașul roman Sarepta, un port aflat la aproximativ un kilometru spre sud, este menționat de Iosephus Flavius  și de Plinius cel Bătrân.
Sarepta este locul unui altar șiit dedicat lui Abu Dhar al-Ghifari, un însoțitor al lui Mohamed. Se crede că sanctuarul a fost construit la cel puțin câteva secole după moartea lui Abu Dhar.
După islamizarea zonei, în 1185, călugărul grec Phocas, care a alcătuit un ghid al Țării Sfinte (De locis sanctis, 7), a găsit orașul aproape în starea în care se afla în epoca antică. Un secol mai târziu, potrivit fratelui Burchard de la Muntele Sion, el se afla în ruine și conținea doar șapte sau opt case. Chiar și după ce regatele cruciaților s-au destrămat, Biserica Romano-Catolică a continuat să numească episcopi titulari de Sarepta, cel mai cunoscut fiind Toma de Wroclaw, care a deținut acest post episcopal din 1350 până în 1378.

## Istorie ecleziastică
Sarepta ca oraș creștin a fost menționat în Itinerarium Burdigalense, în Onomasticonul lui Eusebiu din Cezareea, în scrierile lui Ieronim, precum și de Theodosius și Pseudo-Antoninus care scriau în secolul al VI-lea că era un oraș mic, dar cu o comunitate creștină închegată. Orașul conținea la acea vreme o biserică cu hramul Sfântului Ilie. Notitia episcopatuum, o listă a episcopiilor din Antiohia din secolul al VI-lea, menționează că Sarepta era un scaun episcopal sufragan al Mitropoliei Tirului; numele niciunuia dintre episcopii săi nu este cunoscut.

### Scaune episcopale titulare
Dieceza a fost restaurată nominal ca scaun episcopal titular pentru două comunități creștine: cea latină și cea maronită (catolică de rit oriental).

#### Sarepta maroniților
Acest scaun episcopal titular a fost înființat în 1983.
Titlul de episcop titular de Sarepta al comunității maronite a fost deținut de următorii:
- Emile Eid (20 decembrie 1982 - 30 noiembrie 2009), în Curia Romană: vicepreședinte al Comisiei Pontificale pentru Revizuirea Codului de Drept Canonic Oriental (20 decembrie 1982 - 18 octombrie 1990) și apoi cu titlu emerit; anterior defensor matrimonial la Tribunalul Suprem al Semnăturii Apostolice (1969? - 1974), promotor al justiției la același Tribunal Suprem al Semnăturii Apostolice (1969-1980)
- Hanna G. Alwan, Congregația Misionarilor Maroniți Libanezi (LM) (13 august 2011 - ), episcop al Curiei Maroniților la Patriarhia Antiohiei; anterior prelat auditor la Tribunalul Rotei Romane (4 martie 1996 - 13 august 2011).

#### Sarepta romanilor
A fost înființat ca scaun episcopal titular cel târziu în secolul al XV-lea.
El este vacant de zeci de ani, având în cursul timpului pe următorii episcopi titulari de Sarepta:
- Guillaume Vasseur, Ordinul Dominican (OP) (23 octombrie 1448 - d. 1476?), fără o jurisdicție reală
- Gilles Barbier, Frații Minori (OFM) (3 aprilie 1476 - d. 28 martie 1494) ca episcop auxiliar al Diecezei de Tournai (Belgia) (3 aprilie 1476 - 28 martie 1494)
- Nicolas Bureau, OFM (2 decembrie 1519 - d. 1551) ca episcop auxiliar al Diecezei de Tournai (Belgia) (2 decembrie 1519 - 1551)
- Guillaume Hanwere (27 aprilie 1552 - 1560) ca episcop auxiliar de Tournai (Belgia) (27 aprilie 1552 - 1560)
- Johannes Kaspar Stredele (15 decembrie 1631 - d. 28 decembrie 1642) ca episcop auxiliar al Diecezei de Passau (Bavaria, Germania) (15 decembrie 1631 - 28 decembrie 1642)
- Wojciech Ignacy Bardziński (28 ianuarie 1709 - d. 1722?) ca episcop auxiliar al Diecezei de Kujawy–Pomorze (Polonia) (28 ianuarie 1709 - 1722?)
- Charles-Antoine de la Roche-Aymon (11 iunie 1725 - 2 octombrie 1730) ca episcop auxiliar al Diecezei de Limoges (Franța) (11 iunie 1725 - 2 octombrie 1730); ulterior episcop de Tarbes (Franța) ([27 decembrie 1729] 2 octombrie 1730 - 11 noiembrie 1740), arhiepiscop mitropolit de Toulouse (Franța) ([10 ianuarie 1740] 11 noiembrie 1740 - 18 decembrie 1752), arhiepiscop mitropolit de Narbonne (Franța ) ([2 octombrie 1752] 18 decembrie 1752 - 24 ianuarie 1763), arhiepiscop mitropolit de Reims (Franța) ([5 decembrie 1762] 24 ianuarie 1763 - d. 27 octombrie 1777), a fost creat cardinal-preot, fără a avea un titlu atribuit (16 decembrie 1771 - 27 octombrie 1777)
- Johann Anton Wallreuther (5 martie 1731 - 16 ianuarie 1734) ca episcop auxiliar al Diecezei de Worms (Germania) (5 martie 1731 - 16 ianuarie 1734)
- Jean de Cairol de Madaillan (28 ianuarie 1760 - 29 ianuarie 1770) ca episcop auxiliar al Arhidiecezei de Narbonne (Franța) (28 ianuarie 1760 -?); mai târziu episcop de Vence (Franța) (29 ianuarie 1770 - 16 decembrie 1771), episcop de Grenoble (Franța) (16 decembrie 1771 [23 ianuarie 1772] - 10 decembrie 1779)
- Jean-Denis de Vienne (18 decembrie 1775 - d. 1800) ca episcop auxiliar de Lyon (Franța) (18 decembrie 1775 - 1800)
- Alois Jozef Krakowski von Kolowrat (22 decembrie 1800 - 15 martie 1815) ca episcop auxiliar al Arhidiecezei de Olomouc (Olomütz, Moravia, Cehia) (22 decembrie 1800 - 15 martie 1815), episcop de Hradec Králové (Cehia) (15 martie 1815 - 28 februarie 1831), arhiepiscop mitropolit al Arhidiecezei de Praha (Praga, Boemia, Cehia) (28 februarie 1831 - d. 28 martie 1833)
- Johann Heinrich Milz (19 decembrie 1825 - d. 29 aprilie 1833) ca episcop auxiliar de Trier (Germania) (19 decembrie 1825 - 29 aprilie 1833)
- Johann Stanislaus Kutowski (1 februarie 1836 - d. 29 decembrie 1848) ca episcop auxiliar al Diecezei de Chełmno (Kulm, Polonia) (1 februarie 1836 - 29 decembrie 1848)
- Franz Xaver Zenner (17 februarie 1851 - d. 29 octombrie 1861) ca episcop auxiliar al Arhidiecezei de Viena (Austria) (17 februarie 1851 - 29 octombrie 1861)
- Nicholas Power (30 aprilie 1865 - d. 5 aprilie 1871) ca episcop coadjutor de Killaloe (Irlanda) (30 aprilie 1865 - 5 aprilie 1871)
- Jean-François Jamot (3 februarie 1874 - 11 iulie 1882) ca vicar apostolic al Canadei de Nord (Canada) (3 februarie 1874 - 11 iulie 1882); ulterior episcop de Peterborough (Canada) (11 iulie 1882 - d. 4 mai 1886)
- Antonio Scotti (25 septembrie 1882 - 15 ianuarie 1886) ca episcop auxiliar al Arhidiecezei de Benevento (Italia) (25 septembrie 1882 - 15 ianuarie 1886); ulterior episcop de Alife (Italia) (15 ianuarie 1886 - pensionat 24 martie 1898), emerit ca episcop titular de Tiberiopolis (24 martie 1898 - d. 10 iunie 1919)
- Paulus Palásthy (4 mai 1886 - d. 24 septembrie 1899) ca episcop auxiliar al Arhidiecezei de Esztergom (Ungaria) (4 mai 1886 - 24 septembrie 1899)
- Filippo Genovese (italian) (17 decembrie 1900 - d. 16 decembrie 1902), fără o prelatură reală
- Joseph Müller (30 aprilie 1903 - d. 21 martie 1921) ca episcop auxiliar al Arhidiecezei de Köln (Germania) (30 aprilie 1903 - 21 martie 1921)
- Edward Doorly (5 aprilie 1923 - 17 iulie 1926) ca episcop coadjutor de Elphin (Irlanda) (5 aprilie 1923 - 17 iulie 1926); ulterior episcop de Elfin (17 iulie 1926 - 5 aprilie 1950)
- Petar Dujam Munzani (13 august 1926 - 16 martie 1933) ca administrator apostolic al Arhidiecezei din Zadar (Croația) (13 august 1926 - 16 martie 1933); ulterior arhiepiscop de Zadar (Croația) (16 martie 1933 - pensionat 11 decembrie 1948), emerit ca arhiepiscop titular de Tyana (11 decembrie 1948 - d. 28 ianuarie 1951)
- François-Louis Auvity (2 iunie 1933 - 14 august 1937) ca episcop auxiliar al Arhidiecezei de Bourges (Franța) (2 iunie 1933 - 14 august 1937); ulterior episcop de Mende (Franța) (14 august 1937 - pensionat 11 septembrie 1945), emerit ca episcop titular de Dionysiana (11 septembrie 1945 - d. 15 februarie 1964)
- Francesco Canessa (4 septembrie 1937 - 14 ianuarie 1948)
- John Francis Dearden (ulterior cardinal) (13 martie 1948 - 22 decembrie 1950)
- Athanasios Cheriyan Polachirakal (31 decembrie 1953 - 27 ianuarie 1955)
- Luis Andrade Valderrama, Frații Minori Franciscani (OFM) (9 martie 1955 - 29 iunie 1977)

## Descoperiri arheologice
Un șantier arheologic neolitic al culturii Qaraoun a fost descoperit la Sarafand de Hajji Khalaf care a predatat Sarepta cu câteva mii de ani. El a adunat o colecție de materiale și a trimis-o Muzeului Național din Beirut. Colecția consta dintr-un ansamblu de bucăți de piatră cioplită și topoare din silex din perioada eocenului. Câteva lame de silex au fost găsite împreună cu unelte din calcar numulitic care se aseamănă cu descoperirile din Aadloun II (Grota Bezez), situată la 1 kilometru (0,62 mi) spre sud. Khalaf a găsit, de asemenea, o teslă confecționată în mod profesionist și o daltă îngustă, ușor șlefuită. O colecție de la Muzeul Național din Beirut marcată „Jezzine ou Sarepta” constă din aproximativ douăsprezece carapace de broască țestoasă de culoare crem, cu o tentă de roșu.
Un tell jos de pe malul mării a fost excavat de James B. Pritchard pe parcursul a peste cinci ani, din 1969 până în 1974. Războiul Civil din Liban a pus capăt săpăturilor arheologice.
Locul orașului antic este marcat de ruinele de pe țărmul mării, la sudul actualului sat și la aproximativ 12 km sud de Sidon, care se întind de-a lungul țărmului pe o distanță de peste 1,5 km. Acestea se află în două grupuri distincte. Primul grup de ruine se află pe un promontoriu la vest de o fântână numită Ain el-Ḳantara, care nu este departe de țărm. Aici a fost portul antic, care încă mai oferă adăpost pentru unele ambarcațiuni mici. Celălalt grup de ruine, mai la sud, este format din coloane, sarcofage și dale de marmură, indicând un oraș de o importanță considerabilă.
Săpăturile lui Pritchard au scos la iveală numeroase artefacte ale vieții cotidiene din vechiul oraș fenician Sarepta: ateliere și cuptoare de ceramică, artefacte de uz zilnic și figurine religioase, numeroase inscripții (inclusiv unele în ugaritică). Stâlpii sacri au fost identificați într-un altar din secolul al VIII-lea al lui Tanit-Ashtart, iar un sigiliu cu numele orașului a făcut identificarea sigură. Stratigrafia locală din Epoca Bronzului-Epoca Fierului a fost stabilită în detaliu; datarea absolută depinde parțial de corelațiile cu stratigrafia cipriotă și egeeană.
Apogeul descoperirilor de la Sarepta la Sarafand este lăcașul de cult al lui „Tanit/Astarte”, care este identificat în sit de o placă votivă de fildeș cu inscripții, prima identificare a lui Tanit în patria sa. Săpăturile au scos la iveală figurine sculptate din fildeș, amulete și o mască mortuară.

## Legături externe
- GCatholic - scaun episcopal titular latin
- GCatholic - scaun episcopal titular maronit
- Catholic Encyclopedia: Sarepta